# Izotoma

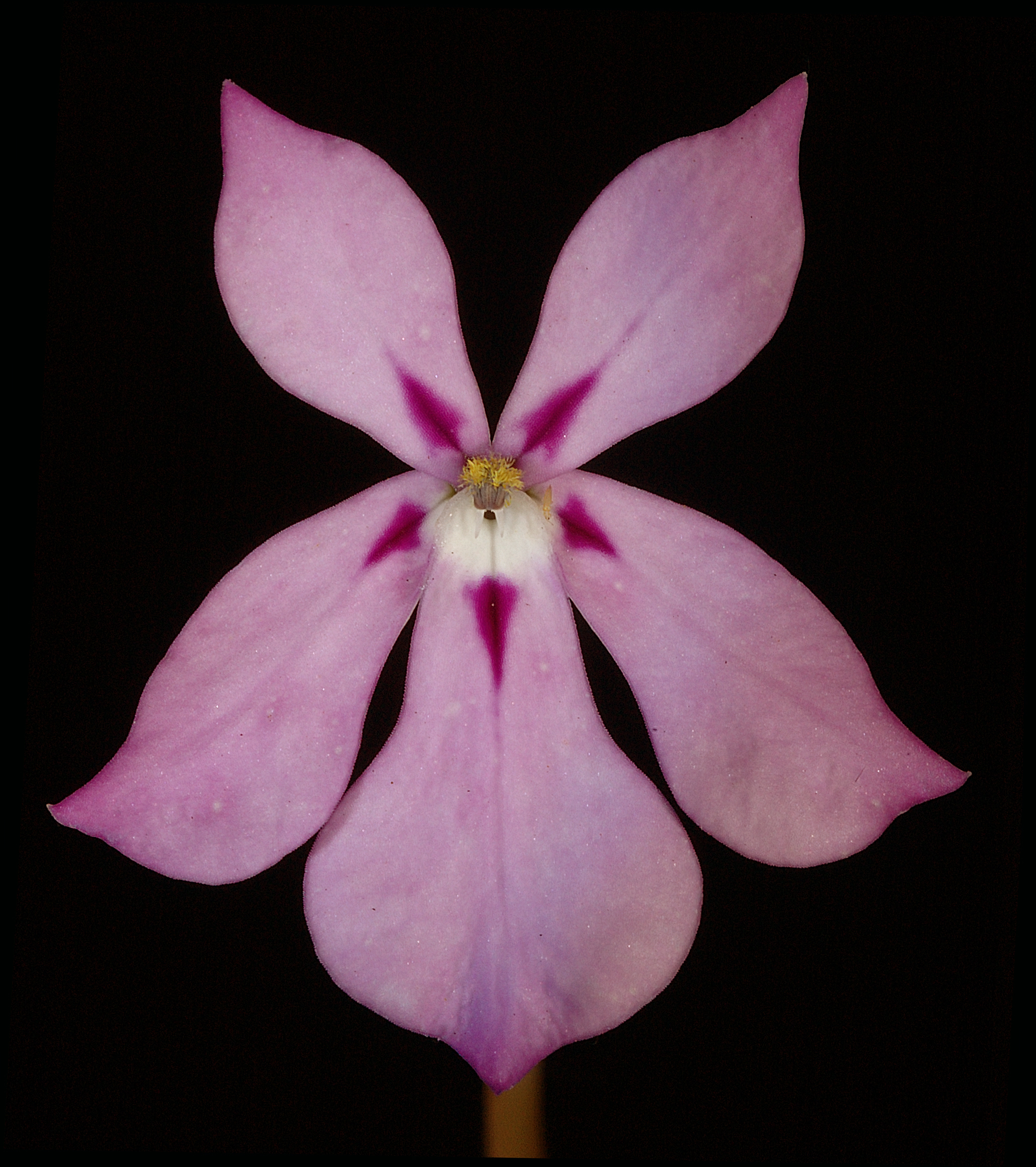
Isotoma hypocrateriformis

Izotoma (Isotoma (R.Br.) Lindl.) – rodzaj roślin z rodziny dzwonkowatych. Obejmuje 10 gatunków. Występują one w Australii i Nowej Zelandii. Niektóre rośliny z tego rodzaju bywają uprawiane jako ozdobne.

## Morfologia
PokrójRośliny zielne, głównie jednoroczne, rzadziej dwuletnie. Pędy mają wzniesione lub płożące (wówczas rośliny kłączowe), silnie rozgałęzione, nagie lub pokryte krótkimi włoskami. Zwykle z tęgim korzeniem palowym, czasem z korzeniami przybyszowymi. Rośliny z sokiem mlecznym.
LiścieSkrętoległe, zwykle ogonkowe w dole pędu i siedzące wyżej. Blaszka ząbkowana lub w różnym stopniu wcinana, rzadziej całobrzega.
KwiatyDrobne i średnich rozmiarów wyrastają pojedynczo w kątach liści lub zebrane są w grona. Osadzone są na szypułkach pozbawionych przysadek. Kwiaty są obupłciowe lub jednopłciowe (w drugim przypadku rośliny są dwupienne). Kielich z krótką rurką. Korona jest dwuwargowa, rzadziej promienista, zwykle niebieska, rzadziej różowa lub biała. Rurka ze zrośniętych nitek pręcików przylega do rurki korony do powyżej połowy jej długości. Dolne dwa pręciki krótsze i ze sztywnymi włoskami. Trzy górne dłuższe, bez włosków, zagięte. Zalążnia dolna lub wpół dolna, dwukomorowa. Szyjka słupka cienka, rozszerzona na szczycie w znamię, zwykle mniej lub bardziej owłosione i słabo dwudzielne.
OwoceUrnowate lub stożkowate torebki otwierające się dwiema klapami. Zawierają liczne i drobne nasiona.

## Systematyka
Pozycja systematyczna
Rodzaj z rodziny dzwonkowatych Campanulaceae klasyfikowany w jej obrębie do podrodziny Lobelioideae.
Wykaz gatunków
- Isotoma armstrongii E.Wimm.
- Isotoma baueri C.Presl
- Isotoma fluviatilis (R.Br.) F.Muell. ex Benth. – izotoma nadwodna[5]
- Isotoma gulliveri F.Muell.
- Isotoma hypocrateriformis (R.Br.) Druce
- Isotoma luticola Carolin
- Isotoma pusilla Benth.
- Isotoma rivalis (E.Wimm.) Lammers
- Isotoma scapigera (R.Br.) G.Don
- Isotoma tridens (E.Wimm.) Lammers